# Vippetangen

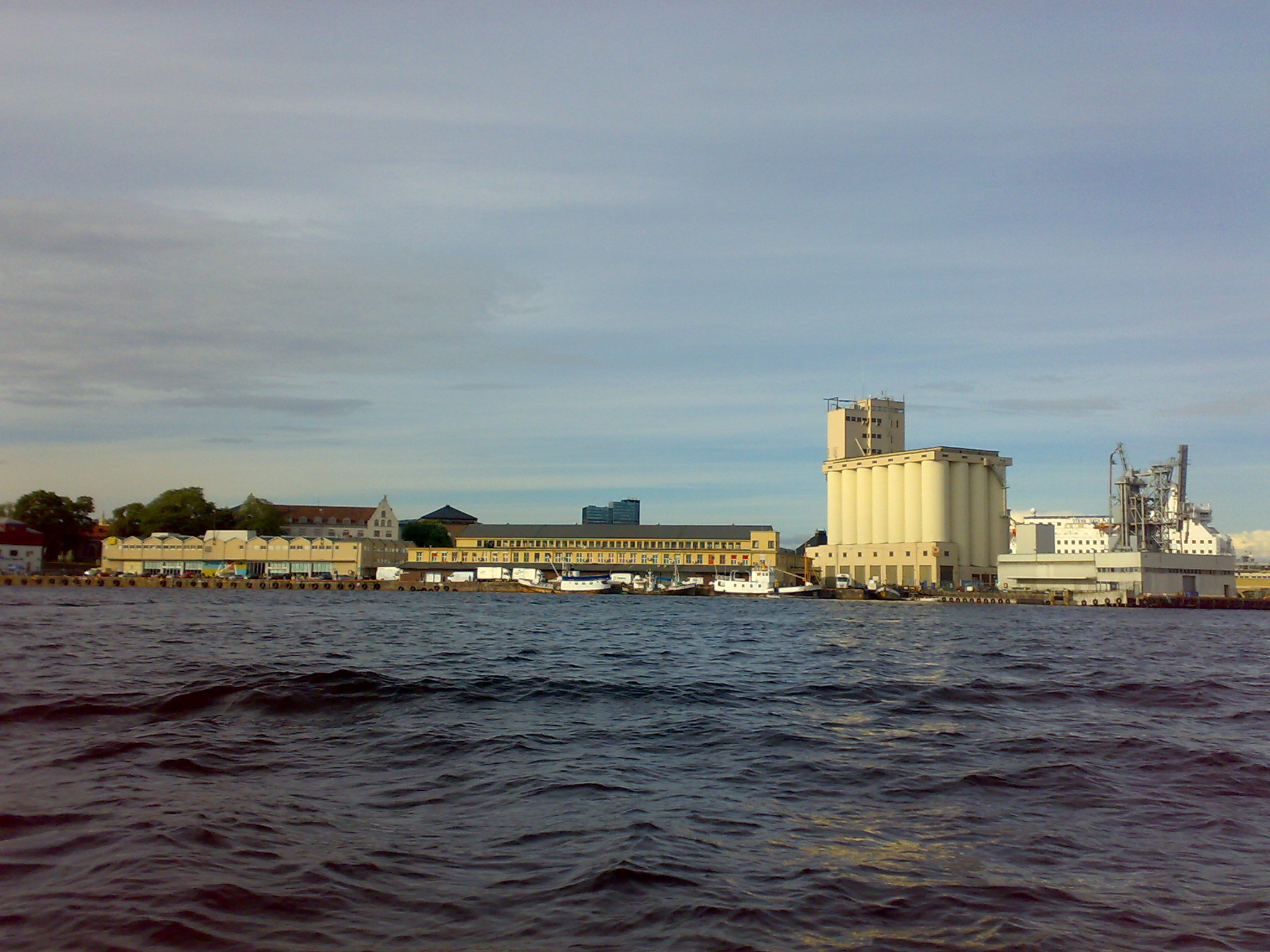
Vippetangen von Süden gesehen.

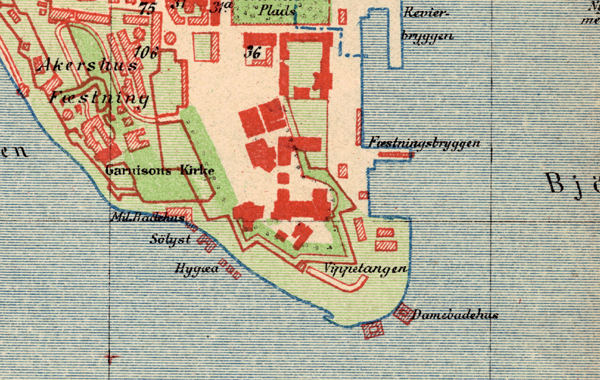
Situation um 1900

Vippetangen ist der Name der Südspitze einer Halbinsel und eines Anlegers im Hafen der norwegischen Hauptstadt Oslo. Sie liegt südöstlich der Festung Akershus. Der Name leitet sich von einem Vippefyr, einem beweglichen Leuchtfeuer ab, welches auf der Spitze der Landzunge gestanden haben soll. Bis zum Anfang des 20. Jahrhunderts befand sich hier eine öffentliche  Badestelle.   
Die modernen Kaianlagen entstanden ab 1899. Sie umfassten den Fischereihafen der Stadt mit Fischverarbeitungshallen und Kühlhäusern sowie den Anleger für die Transatlantikliner, die so genannten „Amerikabåtene“. Von dem ebenfalls dort gelegenen großen Kornsilo führte eine eigens konstruierte Fracht-Strassenbahn, die so genannte Korntrikk (Kornstraßenbahn) zu einem Mühlenbetrieb im Stadtviertel Grünerløkka. Heute befinden sich auf der Vippetangen die Kaianlagen für die Fähren nach Kopenhagen und die Anleger für die Inselfähren zu den Inseln des inneren Oslofjordes.  